# Coelotes kitazawai
Coelotes kitazawai là một loài nhện trong họ Amaurobiidae.
Loài này thuộc chi Coelotes. Coelotes kitazawai được Takeo Yaginuma miêu tả năm 1972.